# Pseudolabechia hesslandi
Pseudolabechia hesslandi är en fossil art av Stromatoporoidéer.
Pseudolabechia hesslandi kännetecknas av att svampen bildar en slät yta med tydligt synliga astrorhizae där kanaler och porer varit placerade. De kan vara släta eller konformade beroende på var de suttit och upptar ofta en yta av 10-20 centimeters diameter. Pseudolabechia hesslandi levde för ungefär 430 miljoner år sedan och påträffas i Visby- och Högklintslagren på Gotland.